# Third/Sister Lovers
| Recensione                        | Giudizio            |
| --------------------------------- | ------------------- |
| AllMusic                          | [ 1 ]               |
| Robert Christgau                  | A-                  |
| The New Rolling Stone Album Guide | [ 3 ]               |
| Punknews.org                      | [ 4 ]               |
| Piero Scaruffi                    | [ 5 ]               |
| Ondarock                          | (Disco consigliato) |
| Dizionario del Pop-Rock           | [ 7 ]               |
| 24.000 dischi                     | [ 8 ]               |
| Storia della musica               | [ 9 ]               |

Third, anche conosciuto col titolo Sister Lovers, è il terzo album in studio del gruppo musicale statunitense Big Star, pubblicato nel 1978.

## Descrizione
L'ellepì fu inserito al 449º posto tra i 500 migliori album della speciale classifica stilata dalla rivista specializzata Rolling Stone (2012).

## Tracce
Lato A
1. Stroke It Noel – 2:04 (Alex Chilton)
2. For You – 2:45 (Jody Stephens)
3. Kizza Me – 2:45 (Alex Chilton)
4. You Can't Have Me – 3:11 (Alex Chilton)
5. Nightime – 2:53 (Alex Chilton)
6. Blue Moon – 2:07 (Alex Chilton)
7. Take Care – 2:48 (Alex Chilton)

Lato B
1. Jesus Christ – 2:38 (Alex Chilton)
2. Femme Fatale – 3:32 (Lou Reed)
3. O, Dana – 2:35 (Alex Chilton)
4. Big Black Car – 3:37 (Alex Chilton, Chris Gage)
5. Holocaust – 3:55 (Alex Chilton)
6. Kanga Roo – 3:47 (Alex Chilton)
7. Thank You Friends – 3:05 (Alex Chilton)

Edizione CD del 1992, pubblicato dalla Rykodisc Records (RCD 10220)
1. Kizza Me – 4:42 (Alex Chilton)
2. Thank You Friends – 3:05 (Alex Chilton)
3. Big Black Car – 3:35 (Alex Chilton, Chris Gage)
4. Jesus Christ – 2:37 (Alex Chilton)
5. Femme Fatale – 3:28 (Lou Reed)
6. O, Dana – 2:34 (Alex Chilton)
7. Holocaust – 3:47 (Alex Chilton)
8. Kangaroo – 3:46 (Alex Chilton)
9. Stroke It Noel – 2:04 (Alex Chilton)
10. For You – 2:41 (Jody Stephens)
11. You Can't Have Me – 3:11 (Alex Chilton)
12. Nightime – 2:51 (Alex Chilton)
13. Blue Moon – 2:04 (Alex Chilton)
14. Take Care – 2:46 (Alex Chilton)
15. Nature Boy – 3:31 (Eden Ahbez) – Bonus Track
16. Till the End of the Day – 2:13 (Ray Davies) – Bonus Track
17. Dream Lover – 3:31 (Alex Chilton) – Bonus Track
18. Downs – 1:48 (Alex Chilton) – Bonus Track
19. Whole Lotta Shakin' Goin' On – 3:20 (David Curlee Williams, James Faye Roy Hall) – Bonus Track

## Formazione
Gruppo
- Alex Chilton - voce, chitarra, tastiere
- Jody Stephens - batteria

Ospiti
- Lesa Aldredge - voce
- Lee Baker - chitarra
- Jimmy Stephens - basso (brano: For You)
- Jim Dickinson - basso (brano: Jesus Christ)
- Jim Dickinson - batteria (brano: Femme Fatale)
- Jim Dickinson - mellotron (brano: Kanga Roo)
- Steve Cropper - chitarra (brano: Femme Fatale)
- Richard Roseborough - batteria
- Tarp Tarrant - batteria
- Tommy Cathey - basso
- Carl Marsh - strumenti a fiato, woodwind, sintetizzatore, arrangiamento strumenti ad arco[11]

Note aggiuntive
- Jim Dickinson - produttore
- Registrato al Ardent Studios di Memphis, Tennessee
- Alex Chilton, Jim Dickinson, John Fry, Richard Rosebrough - ingegneri delle registrazioni
- Michael O'Brien - fotografie
- Murray Brenman - design album[12]